# Pilea selbyanorum
Pilea selbyanorum är en nässelväxtart som beskrevs av C.H. Dodson och A.H. Gentry. Pilea selbyanorum ingår i släktet pileor, och familjen nässelväxter. Inga underarter finns listade i Catalogue of Life.